# Hydriomena catalinata
Hydriomena catalinata är en fjärilsart som beskrevs av Mcdunnough 1943. Hydriomena catalinata ingår i släktet Hydriomena och familjen mätare. Inga underarter finns listade i Catalogue of Life.